# C/1911 S3
C/1911 S3是一顆明亮彗星，根據當時的命名約定，也被稱為1911 IV和1911 g。這顆彗星是由俄羅斯天文學家謝爾蓋·別利亞夫斯基於1911年9月29日發現的，此後不久，四到五位美國觀察者，甚至世界各地的其他觀察者獨立地看到了它 。當它被發現時，這顆彗星距離太陽很近，使得觀測變得困難。然而，在發現幾天後，連續幾天，它在早晨的天空中都是肉眼可見。彗星在通過近日點之後，成為出現在傍晚的天體。之後彗星迅速消退，僅在望遠鏡中可見，最後一次觀測紀錄是在1912年2月17日。
這顆彗星的尾巴長度為8到10度。十月中旬，這顆彗星與另一顆明亮的彗星C/1911 O1一起出現在夜空中。